# Smurfarna 2
Smurfarna 2 är en amerikansk animerad familjefilm från 2013 och uppföljare till Smurfarna från 2011, baserad på den tecknade serien Smurfarna av Peyo och TV-serien med samma namn. Skådespelarna från den första filmen är med i den här filmen också. De nya skådespelarna är Christina Ricci, J.B. Smoove, Brendan Gleeson och Jacob Tremblay. Filmen hade premiär den 31 juli 2013. Det här var Jonathan Winters sista film.

## Handling
Den onde trollkarlen Gargamel (Hank Azaria) - som fortfarande är fast i nutid - har skapat Vexy (Christina Ricci) och Hackus (J. B. Smoove), två elaka smurfliknande varelser kallad busar, för att än en gång försöka få tag på smurfessensen. När han upptäcker att bara en riktig smurf kan ge honom essensen och att Smurfan (Katy Perry) är den enda som kan formeln som kan omvandla busarna till riktiga smurfar, kidnappar Gargamel Smurfan och tar henne till Paris i Frankrike. Nu måste Gammelsmurfen (Jonathan Winters), Klumpsmurfen (Anton Yelchin), Buttersmurfen (George Lopez) och Kokettsmurfen (John Oliver) återvända till människovärlden och hitta sina gamla vänner, Patrick och Grace Winslow (Neil Patrick Harris och Jayma Mays) samt deras son Blå (Jacob Tremblay), för att rädda Smurfan.

## Skådespelare
- Neil Patrick Harris – Patrick Winslow
- Brendan Gleeson – Victor "Vicke" Doyle
- Jayma Mays – Grace Winslow
- Hank Azaria – Gargamel
- Jacob Tremblay – Blå Winslow

## Röstskådespelare
- Katy Perry – Smurfan
- Jonathan Winters – Gammelsmurfen
- Anton Yelchin – Klumpsmurfen
- George Lopez – Buttersmurfen
- John Oliver – Kokettsmurfen
- Christina Ricci – Vexy
- J. B. Smoove – Hackus
- Frank Welker – Azrael
- Fred Armisen – Glasögonsmurfen
- Alan Cumming – Tuffsmurfen
- Tom Kane – Berättarsmurfen

## Svenska röster
- Albin Flinkas – Patrick Winslow
- Bengt Järnblad – Victor "Vicke" Doyle
- Anna Engh – Grace Winslow
- Lina Hedlund – Smurfan
- Rolf Lydahl – Gargamel
- Amadeo Quintanilla Lidström – Blå Winslow
- Gunnar Ernblad – Gammelsmurfen
- Jesper Adefelt – Klumpsmurfen
- Per "Ruskträsk" Johansson – Buttersmurfen
- Andreas Rothlin Svensson – Kokettsmurfen
- Laila Adèle – Vexy
- Andreas Andersson – Hackus
- Kristian Ståhlgren – Glasögonsmurfen
- Urban Wrethagen – Tuffsmurfen
- Adam Fietz – Berättarsmurfen[1]